# The Ten-Per-Cent Solution
The Ten-Per-Cent Solution é o oitavo episódio da vigésima terceira temporada da série de animação de comédia The Simpsons, sendo exibido originalmente na noite de 4 de Dezembro de 2011 pela Fox Broadcasting Company (Fox) nos Estados Unidos. No episódio, Krusty fica deprimido após ser demitido de seu programa de televisão por ser impopular entre as crianças. A família Simpson o encoraja a fazer um retorno, e sugere que ele procure a ajuda de um agente que encontraram anteriormente em um museu da televisão. Esta agente acaba por ser Annie Dubinsky, ex-namorada de Krusty. Ele a deixou quando tornou-se famoso, mas agora implora a ela para torná-lo famoso novamente. Ela aceita e juntos eles são capazes de recuperá-lo na televisão, estrelando um programa para adultos onde apresenta seus truques de palhaço. No entanto, Annie logo começa a interferir demais, o que frustra os executivos da rede.
O episódio, que contém paródias de filmes como The King's Speech, The Social Network, e Black Swan foi escrito pelo membro do elenco Dan Castellaneta e sua esposa Deb Lacusta. A atriz comediante Joan Rivers, que é uma grande fã da série, interpretou a personagem Annie. Entre as outras estrelas convidadas para o episódio incluem Kevin Dillon e Janeane Garofalo como eles mesmos e Jackie Mason como o pai de Krusty. O episódio foi recebido de forma mista pela crítica de televisão especializada e de acordo com o instituto de mediação de audiências Nielsen, foi assistido por cerca de nove milhões de pessoas em sua exibição original.

## Enredo
Durante um episódio do The Krusty the Clown Show, três desenhos animados do Comichão e Coçadinha são exibidos. Isso irrita Krusty, uma vez em que ele acha que deve ser a estrela do show e não os personagens Comichão e Coçadinha. Enquanto isso, os Simpsons visitam um museu de televisão que está prestes a ser fechado. Depois de um tempo, eles vão para uma exposição do The Adventures of Fatso Flanagan, que é um dos programas de TV preferidos de Homer. Lá, a família é abordada por Annie Dubinsky, agente do ator que interpretou Fatso Flanagan. Eles começam a conversar e se familiarizar. Nos estúdios do Canal 6, durante uma reunião do conselho, Krusty é demitido porque "as crianças de hoje estão desconfortáveis com um palhaço cuja cada referência fazem eles olharem para a Wikipédia", e porque Comichão e Coçadinha são mais populares entre eles. Krusty dirige-se ao seu atual agente, na esperança de conseguir um novo emprego, mas recebe a notícia que foi demitido.
Após deixarem o museu, os Simpsons vão ao Krusty Burger, onde se deparam com Krusty chorando em uma piscina de bolinhas. Krusty é encorajado por eles a fazer um retorno, e eles o informam que encontraram uma agente no museu que pode ajudá-lo. No entanto, quando todos vão para o escritório de Annie, e ela reconhece instantaneamente Krusty. É revelado então que Annie foi quem descobriu Krusty, e tornou-se sua primeira agente, além de ter sido a responsável por sua ascensão ao sucesso. Eles também tinham um relacionamento romântico juntos. Uma vez que ele alcançou a fama, Krusty dispensou Annie e a substituiu por um agente mais conhecido, e em razão disso, sua relação terminou. De volta aos dias atuais, ele implora a ela para levá-lo de volta à televisão, e ela acaba aceitando.
Krusty começa a realizar seus truques de palhaço em um teatro na frente de adultos, não como antes, quando sua plateia era formada por crianças. Isso acontece porque Annie sabe que não há nada para adultos desfrutarem mais do que as coisas que eles gostavam quando eram crianças. As performances são elogiadas tanto pelo público quanto pela crítica, e Krusty e Annie iniciam um relacionamento novamente. Dias depois, uma rede de televisão a cabo premium chamado HBOWTIME (uma óbvia referência a HBO e a Showtime, além do slogan da HBO de longa data, "Não é só TV, é mais caro") dá a Krusty seu próprio show e Annie é contratada como produtora, em sua demanda. As estrelas da série Entourage, como Kevin Dillon, tornam-se assistentes de Krusty. Os executivos da rede logo frustram-se com Annie, por ela se intrometer demais no show. Por exemplo, ela se recusa a deixar Janeane Garofalo aparecer no show porque Garofalo é mais engraçado do que Krusty. Os executivos decidem demitir Annie, mas Krusty se recusa a continuar sem ela. Por isso, o casal se transforma em outra rede, onde eles começam um programa chamado Sex Over Sixty, com eles como as estrelas.

## Produção

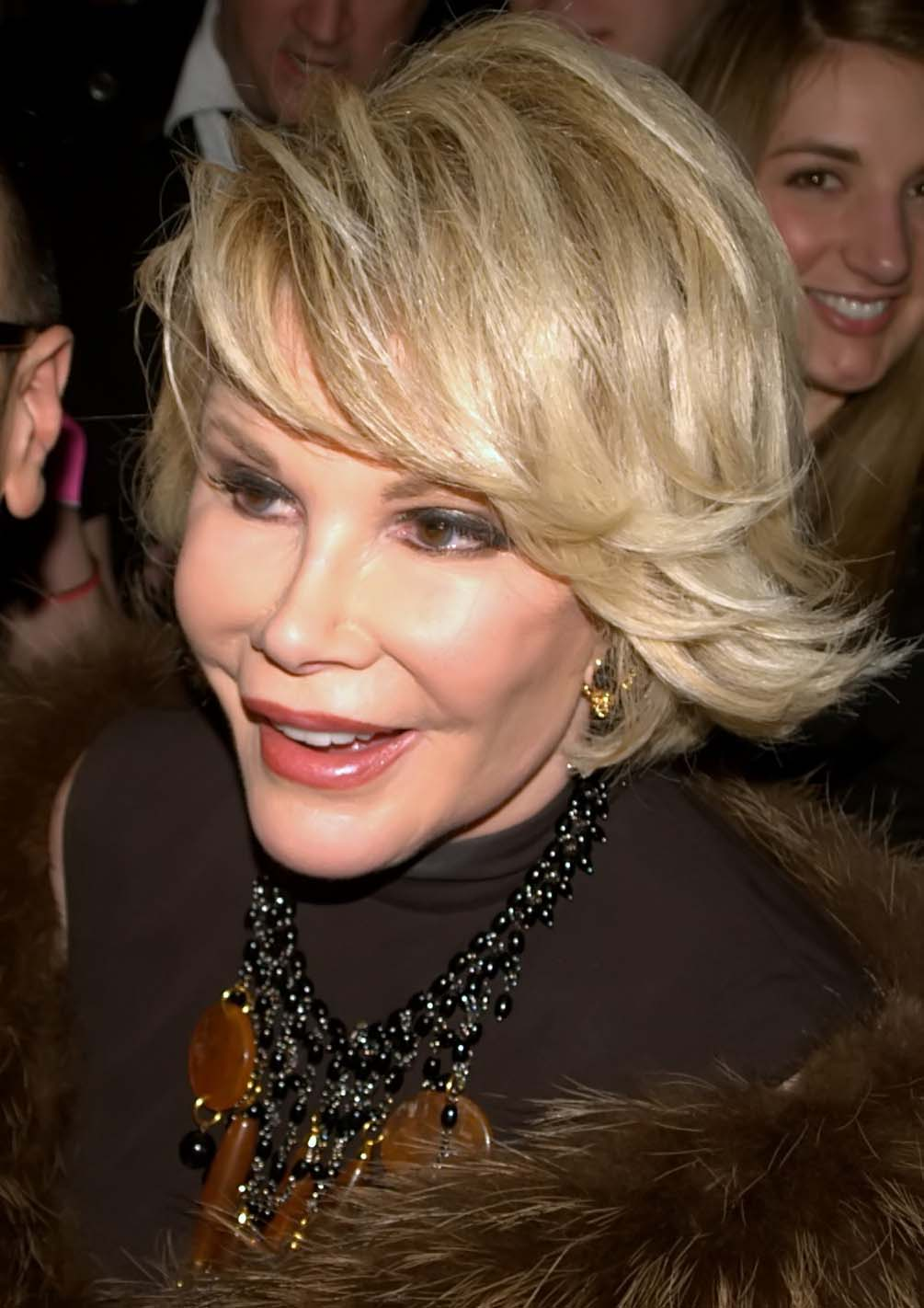
Joan Rivers foi a estrela convidada para este episódio, interpretando Annie.

The Ten-Per-Cent Solution foi escrito por Dan Castellaneta, responsável pela voz de personagens como Homer e Krusty, e sua esposa Deb Lacusta. A comediante e atriz norte-americana Joan Rivers foi a estrela convidada para o episódio, interpretando Annie. Ela gravou suas falas em março de 2011. Em entrevista ao E! News naquela época, Rivers observou que esta não era a primeira vez que ela dava voz a um personagem animado, embora fosse o seu maior. Ela ainda acrescentou que ela é uma fã da série, porque é "tão inteligente e tão engraçado em tantos níveis. Então, quando eles ligaram e disseram: 'Você quer fazer isso?' sem sequer ler um script eu disse: 'Absolutamente'." Adam Buckman, um ex-colunista de televisão do New York Post, observou em seu blog que a história do episódio é semelhante a um período na vida de Rivers, no final da década de 1980. Naquela época, ela estava apresentando o The Late Show Starring Joan Rivers na rede Fox. Quando Rivers desafiou os executivos da Fox, que queriam dispensar seu marido Edgar Rosenberg como o produtor executivo do show, a rede despediu os dois. Rosenberg cometeu suicídio três meses depois. Buckman escreveu que a história de "The Ten-Per-Cent Solution" foi "sem dúvida concebido com a aprovação de Rivers e, possivelmente, com a sua entrada", e que "apenas um comediante de sua estatura e experiência" tentaria falsificar uma tragédia pessoal como esta. Outros convidados especiais para o episódio incluem Kevin Dillon e o comediante de stand-up Janeane Garofalo como eles mesmos, além do comediante Jackie Mason, em menor aparição como o pai de Krusty, gravando apenas uma fala.
Várias referências à cultura popular, incluindo uma autorreferência para The Simpsons, estão incluídas em The Ten-Per-Cent Solution. Os três desenhos de Comichão e Coçadinha que são mostrados no início do episódio são paródias de filmes lançados em 2010: o primeiro, intitulado The Cat's Speech (O Discurso do Gato), é uma paródia de The King's Speech (O Discurso do Rei); a segunda, intitulada The Social Petwork (sem tradução livre), é uma parodia de The Social Network (A Rede Social), em que o enredo é parcialmente explicado pelo uso de telas que contêm nada além de texto; e, por fim, um intitulado de Black and Blue Swan (Cisne Negro e Azul), fazendo referência à Black Swan (Cisne Negro). Após os três desenhos serem mostrados, Krusty assinala que "É como se essas paródias fossem escritas quando os filmes foram lançados, mas demorou tanto tempo para animá-los que parece tão antigo!" Esta é uma referência ao longo tempo em que se leva para produzir um episódio de The Simpsons, o que faz as referências culturais do show parecerem antiquadas. Alusões à cultura pop no museu televisão incluem uma breve aparição dos principais personagens da série animada King of the Hill como recortes de papelão a serem desmontadas em um processo semelhante ao da abertura do show, uma exposição dedicada à comédia The Beverly Hillbillies, e a exibição de um dos programas de TV preferidos de Homer, Fatso Flanagan, que é uma imitação da sitcom The Honeymooners.
A música que é tocada durante a paródia de The King's Speech é a "Sinfonia n.º 7", de Ludwig van Beethoven, e uma peça musical do balé O Lago dos Cisnes é interpretado durante a paródia de Black Swan. Para a piada visual de King of the Hill, a equipe dos Simpsons adquiriu os direitos para usar a música-tema real do show.

## Lançamento e recepção
The Ten-Per-Cent Solution foi exibido originalmente pela Fox Broadcasting Company (Fox) nos Estados Unidos em um Domingo, 4 de Dezembro de 2011. Foi assistido por cerca de nove milhões de pessoas em sua exibição original, e recebeu uma quota de 4.0/10 no perfil demográfico de telespectadores entre os 18 aos 49 anos de idade (um aumento de cinquenta e quatro por cento sobre o episódio anterior). A elevada audiência foi resultado do episódio ser antecedido por um popular jogo da National Football League. The Simpsons tornou-se o programa de maior audiência no bloco de programação Animation Domination naquela noite, tanto em termos de número total de espectadores quanto na demográfica 18-49, terminando à frente dos novos episódios de Family Guy, The Cleveland Show, e Allen Gregory. Para a semana de 28 de Novembro—4 de Dezembro de 2011, The Ten-Per-Cent Solution ocupou o sétimo lugar no ranking entre todas as transmissões do horário nobre na demográfica 18-49.
| Críticas profissionais | Críticas profissionais |
| Avaliações da crítica  | Avaliações da crítica  |
| Fonte                  | Avaliação              |
| ---------------------- | ---------------------- |
| The A.V. Club          | A-                     |
| Ology                  | positiva               |
| AOL TV                 | negativa               |

Desde sua exibição, o episódio recebeu críticas de mistas à positivas. Hayden Childs do The A.V. Club elogiou a escolha de Rivers como convidada desde que ela era capaz de "empregar sua marca de humor dentro do mundo da série sem sequestro do enredo ou da sátira." Ele também observou que, enquanto a família Simpson não aparece fortemente, "Krusty é uma parte tão grande do elenco de apoio que ele carrega este episódio bem. Embora possa parecer um pouco engraçado que Castellaneta, que dubla Krusty, tenha escrito uma parte tão grande para ele mesmo, é também um testemunho de sua empatia com Krusty [...]." Josh Harrison da Ology elogiou de forma semelhante por ter "alguns momentos maravilhosos de Krusty e a embreagem de algumas aparições da estrela convidada". Ele também citou as piadas visuais no episódio como "inteligentes". Harrison concluiu a sua resenha por escrito dizendo que, embora o episódio "não é da era de ouro dos Simpsons, foi uma grande oportunidade para se concentrar em um personagem secundário e uma oportunidade para Joan Rivers ser Joan Rivers. Eu imagino que a sua avaliação sobre o episódio pode basear-se em grande parte na sua opinião sobre a estrela convidada. Eu cavei isso."
Jason Hughes da AOL TV foi mais negativa, criticando o episódio por tomar uma "abordagem suave" da indústria da televisão, enquanto ele "desperdiçou uma oportunidade para fazer algumas sátiras mais afiadas". Elaborou que os escritores tiveram "um pouco de diversão ao falar sobre as 'redes de intromissão' -bem como na cena onde os agentes tentam controlar o conteúdo, Annie impede que Janeane Garofalo apareça no show por ser mais engraçado do que Krusty - e as diferenças entre programação original por cabo e programação televisiva. Mas eles tinham o potencial que tinham de fazer algumas declarações ousadas sobre a televisão e como funciona a indústria por toda parte, e simplesmente não fizeram." Hughes ainda descreveu a piada de King of the Hill como um "aceno divertido".